# Sympiesis extera
Sympiesis extera är en stekelart som beskrevs av Storozheva 1981. Sympiesis extera ingår i släktet Sympiesis och familjen finglanssteklar.
Artens utbredningsområde är Mongoliet. Inga underarter finns listade i Catalogue of Life.